# بيتن ريد
بيتن ريد (بالإنجليزية: Peyton Reed) (و. 1964  م) هو مخرج أفلام، وكاتب سيناريو أمريكي، ولد في رالي، كارولاينا الشمالية.

## التعليم
تعلم في جامعة ولاية كارولينا الشمالية في تشابل هيل.

## وصلات خارجية
- بيتن ريد على موقع IMDb (الإنجليزية)
- بيتن ريد على موقع روتن توميتوز (الإنجليزية)
- بيتن ريد على موقع ألو سيني (الفرنسية)
- بيتن ريد على موقع ميوزك برينز (الإنجليزية)
- بيتن ريد على موقع أول موفي (الإنجليزية)
- بيتن ريد على موقع بوكس أوفيس موجو (الإنجليزية)
- بيتن ريد على موقع قاعدة بيانات الأفلام السويدية (السويدية)
- بيتن ريد على موقع إن إن دي بي (الإنجليزية)
- بيتن ريد على موقع ديسكوغز (الإنجليزية)
- بيتن ريد على موقع قاعدة بيانات الفيلم (الإنجليزية)